# Tommaso Pobega
Tommaso Pobega (15. červenec 1999, Terst), Itálie) je italský fotbalový záložník hrající od léta 2024 za italskou Boloňu, kde je na hostování z Milána.

## Kariéra

### Klubová
Od roku 2013 působil v mládežnických týmech v Miláně. První zkušenost mezi dospělými měl od roku 2018, když byl jako 19letý zapůjčen do třetiligové Ternany. V sezoně vstřelil tři branky ve 32 utkání. V následující sezoně byl opět poslán na hostování, tentokrát do druholigové Pordenone. I tady hrál hodně zápasů a za sezonu odehrál celkem 34 utkání a vstřelil šest branek. Po skvělé odehrané sezoně prodloužil smlouvu s Rossoneri do roku 2025. Jenže opět byl poslán na hostování, ale již do prvoligové Spezie, kde 1. listopadu 2020 vstřelil první branku v nejvyšší lize. Klubu pomohl k setrvání v lize a celkem vstřelil v sezoně šest branek z 20 utkání. Sezonu 2021/22 strávil tentokrát v Turíně.
Od sezony 2022/23 je již v širší sestavě u Rossoneri, kde prodloužil smlouvu do roku 2027. První utkání za Rossoneri odehrál 13. srpna proti Udinese (4:2) a první branku vstřelil 14. září proti Záhřebu (3:1) v LM.

### Reprezentační
Za reprezentaci odehrál tři utkání, debutoval proti Německu (1:1), které se odehrálo 4.6. 2022.

## Statistika
| Sezóna          | Klub            | Liga            | Liga   | Liga | Domácí poháry | Domácí poháry | Domácí poháry | Kontinentální poháry | Kontinentální poháry | Kontinentální poháry | Celkem | Celkem |
| Sezóna          | Klub            | Soutěž          | Zápasy | Góly | Soutěž        | Zápasy        | Góly          | Soutěž               | Zápasy               | Góly                 | Zápasy | Góly   |
| --------------- | --------------- | --------------- | ------ | ---- | ------------- | ------------- | ------------- | -------------------- | -------------------- | -------------------- | ------ | ------ |
| 2018/19         | Ternana         | Serie C         | 32     | 3    | IP            | 0             | 0             | -                    | 0                    | 0                    | 32     | 3      |
| 2019/20         | Pordenone       | Serie B         | 31+2   | 5    | IP            | 1             | 1             | -                    | 0                    | 0                    | 34     | 6      |
| 2020/21         | Spezia          | Serie A         | 20     | 6    | IP            | 0             | 0             | -                    | 0                    | 0                    | 20     | 6      |
| 2021/22         | Turín           | Serie A         | 33     | 4    | IP            | 0             | 0             | -                    | 0                    | 0                    | 33     | 4      |
| 2022/23         | Milán           | Serie A         | 19     | 2    | IP+IS         | 1+0           | 0+0           | LM                   | 8                    | 1                    | 28     | 3      |
| 2023/24         | Milán           | Serie A         | 11     | 0    | IP            | 0             | 0             | LM                   | 4                    | 0                    | 15     | 0      |
| Celkem za Milán | Celkem za Milán | Celkem za Milán | 30     | 2    | -             | 1             | 0             | -                    | 12                   | 1                    | 43     | 3      |
| 2024/25         | Boloňa          | Serie A         | 21     | 2    | IP            | 4             | 1             | LM                   | 5                    | 1                    | 30     | 4      |
| Celkově         | Celkově         | Celkově         | 169    | 22   | -             | 7             | 2             | -                    | 17                   | 2                    | 193    | 26     |

## Úspěchy

### Klubové
- vítěz italského poháru (1x)

Boloňa: 2024/25

### Reprezentační
- 1× na ME 21 (2021)